# スペースパズルボブル
『スペースパズルボブル』（SPACE PUZZLE BOBBLE）は、タイトーより2008年12月18日に発売されたニンテンドーDS用（DSi・DSi LL・3DS・3DS LL・2DS・New 3DS・New 3DS LL・New 2DS LLを除く）アクションパズルゲーム。ニンテンドーDS用『パズルボブル』第3作目。

## ゲーム概要
ストーリーモードでは宇宙に散らばる「コスモバブル」を集めることが目的となっている。コスモバブルと隣接するバブルを消すとコスモバブルも消えてしまうため、隣接するバブルがぶら下がっている対象のバブルを消すことでコスモバブルを落とす「ちぎり」というテクニックが必要となる。
高得点でラウンドをクリアすると得られるポイントで、バブルやアローのカスタマイズ素材やミニゲームを購入出来るショップがある。
DSダウンロードプレイやニンテンドーWi-Fiコネクションで同時に4人までの対戦プレイが可能。

## ゲームモード
- ストーリー
- バーサス - 対戦モード
- エクストラ（ミニゲーム）
  - プレッシャーモード - バブル発射が1回のみ（制限時間5秒）
  - パズルモード
  - ファクトリーモード
- チャレンジ - スコアアタック（3分間、5分間）

## 登場キャラクター

### プレイヤーキャラクター
バブルン
バブルドラゴンの男の子で、本作の主人公。宇宙を救う為、ボブルンと共に旅に出る。
ボブルン
バブルンの弟で、もう一人の主人公。趣味は読書。
うさぎの人
うさぎの着ぐるみを来ている謎の人。尻尾がファスナー。バブルにまみれて動けなくなっていた。
いる・いら
いたずら好きの双子の姉妹(？)。遊び相手を探している。
はるかちゃん
ある惑星から家出してきた人間の女の子。バブルン達の弟子になる。
ガンマン
お宝を見つける為に荒野の惑星を旅していたが、バブルが邪魔で困っている。
ふぇにっくす
自力で飛べない鳥だが、ロケットを使って飛ぶ事を思い付いた。
ドリーム号
猫の人形のような姿をしたロボット。すぐに充電が切れる。

### ボスキャラクター
デビルン
宇宙に散らばっているコスモバブルを集めて全宇宙の支配をしようと企んでいる。

### その他
スノーン
バブルン達に宇宙の危機を伝えた精霊のような男の子。願い事を叶える力があるが、デビルンに捕えられている。